# 小行星5023
小行星5023（英語：5023 Agapenor）是一颗围绕太阳公转的小行星。1985年10月11日，卡罗琳·舒梅克、尤金·舒梅克在帕洛马山发现了此天体。
这颗小行星的绝对星等为87.39461687782268等。小行星5023以希臘神話的人物阿伽珀諾耳命名。